# Stéphan Oliva

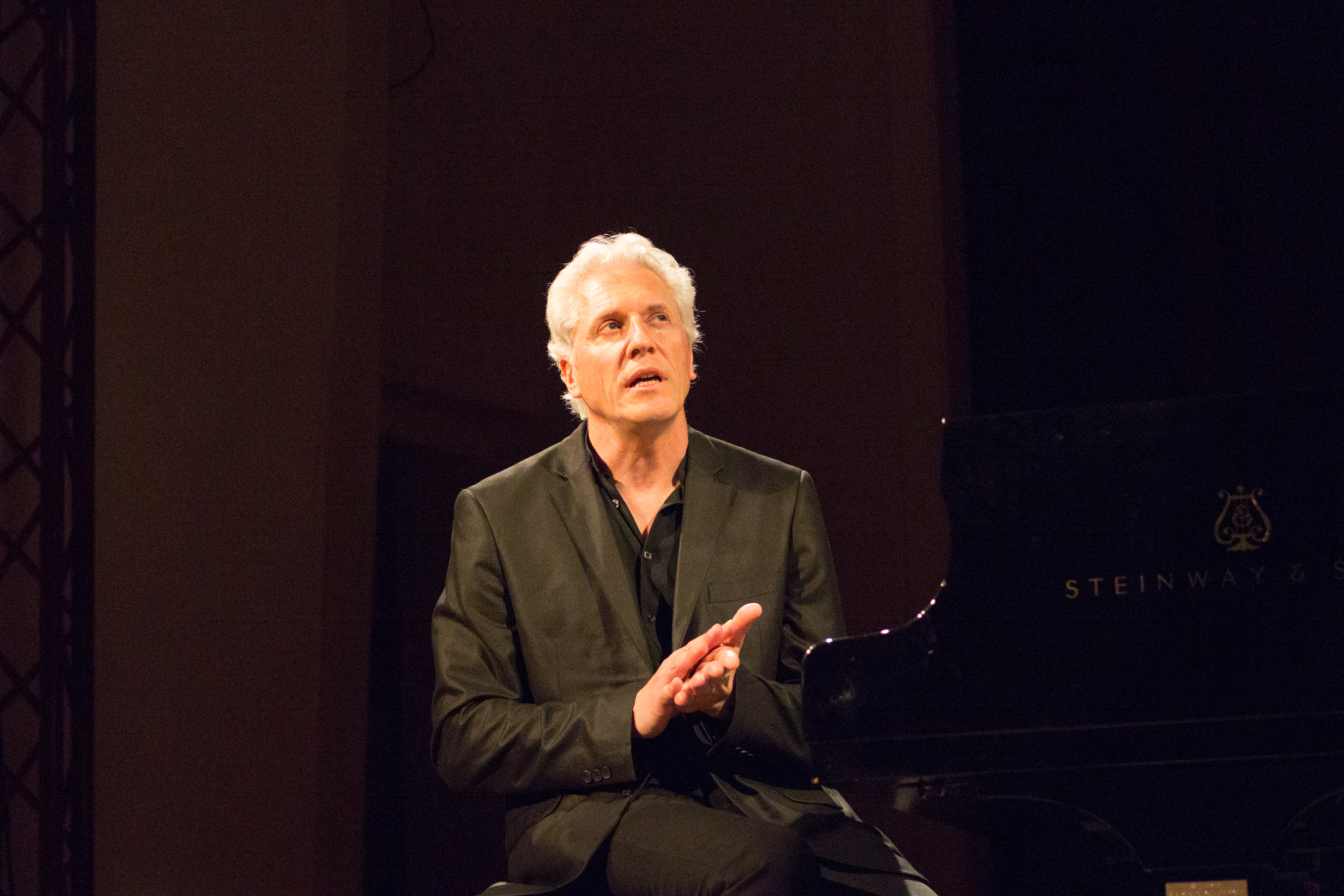
Stéphan Oliva

Stéphan Oliva (* 1959 in Montmorency) ist ein französischer Jazz-Pianist und Komponist.

## Leben und Wirken
Oliva erhielt seinen ersten Privatunterricht bei einem Professor für Klavier mit elf Jahren (wobei er schon komponierte) und besuchte ab 1975 die École Normale de Musique in Paris, wo er bei Georges Delvallée studierte und mit Jazz über den Pianisten Eric Watson in Berührung kam. Sein Entschluss, Jazzmusiker zu werden, wurde gefestigt, als er auf einer Reise nach New York und Montreal 1978 das Bill Evans-Trio hörte. 1985 gründete er sein erstes Trio mit Bruno Chevillon am Bass und Jean-Pierre Jullian am Schlagzeug. 1987 gründete er ein Trio mit dem Saxophonisten Thierry Maucci und dem Geiger Christian Zagaria. Anfang der 1990er Jahre hatte er sich sowohl mit seinen Trios als auch als Komponist einen Ruf verschafft. Er nahm bei „OWL Records“ sein Debütalbum „Novembre“ im Trio mit Jean-Pierre Jullian und dem Bassisten Claude Tchamitchian auf und erhielt 1992 den Django d’Or (Frankreich) als bestes „Neues Talent“. Es folgte eine Solo-Platte „Clair obscur“ und im Trio mit Chevillon und François Merville am Schlagzeug „Jade Visions“, ein Tribut an Bill Evans.
Nachdem er an einem Album „Jazz´n (e) motions“ beteiligt war, in dem zu Filmmusikthemen am Klavier improvisiert wurde, lud ihn der Filmemacher Jacques Maillot ein, die Musik zu seinem Film „Froid comme l´été“ zu komponieren.
Im Duo mit dem Pianisten François Raulin spielte er die Musik von Lennie Tristano; aus diesem Projekt entstand 1997 das Album „Sept variations sur Lennie Tristano“, das den Prix Boris Vian erhielt. 2001 bildete er ein Quartett mit dem Saxophonisten Matthieu Donarier, dem Bassisten Guillaume Séguron und Jean-Pierre Jullian. Mit Donarier, Chevillon, dem Klarinettisten Jean-Marc Foltz und dem Schlagzeuger Nicolas Larmignat nahm er 2003 „Itinéraire Imaginaire“ auf. Seit 2003 begleitet er auch die Sängerin Linda Sharrock (im Trio mit Tchamitchian) sowie die Sängerin Susanne Abbuehl. 2005 erschien sein Soloalbum „Coïncidences“, bei dem er sich vom Schriftsteller Paul Auster inspirieren ließ. Nach eigenen Aussagen sind literarische Bezüge neben dem Film eine wichtige Quelle für seine Kompositionen. 2007 erschien sein Soloalbum „Ghosts of Bernard Herrmann“ (als Hommage an den Filmkomponisten von Alfred Hitchcock, Martin Scorsese, Orson Welles u. a.), dem 2011 das Album Film noir, 2013 Lives of Bernard Herrmann und 2017 Prince (Vision Fugitive, mit Susanne Abbuehl und Øyvind Hegg-Lunde; Grand Prix du Disque) folgte. Auch arbeitete er mit dem Jazztet von Bernard Struber.
Er unterrichtet zurzeit am Konservatorium in Straßburg.

## Filmografie (Auswahl)
- 2001: Mutterseelenallein (Froid comme l’été)
- 2008: Rivals (Les liens du sang)
- 2009: Heute habe ich nicht getrunken (Un singe sur le dos)
- 2012: La mer à boire